# Hugues III de Meulan
Hugues III fut comte de Meulan de 1069 à 1077. Il était fils de Galéran III, comte de Meulan, et d'Oda.
Son père s'étant allié à Robert le Magnifique, duc de Normandie, il passa sa jeunesse à la cour ducale à Rouen. En 1035, il est témoin d'un don que le duc fit à l'abbaye Saint-Pierre de Préaux, et reçut à l'occasion une gifle à caractère mnémotechnique.
Marié à une Adélaïde, il succéda à son père en 1069, et fit de nombreuses donations à plusieurs abbayes : Saint-Ouen de Rouen, Jumièges, Saint-Wandrille, Bec-Hellouin. En 1077, il légua Meulan à sa sœur Adeline, puis devint moine au Bec-Hellouin. Il mourut le 15 octobre 1081.

### Sources
- (fr) Pierre Bauduin, La Première Normandie (Xe – XIe siècles), Caen, Presses Universitaires de Caen, 2004, 474 p. [détail des éditions] (ISBN 2-84133-145-8).
- (fr) Jean Favier, Archives de la France, tome 1 (Ve – XIe siècle), Fayard, 1994,  (ISBN 2-213-03180-0).
- (de) Detlev Schwennicke, Europäische Stammtafeln, vol. III.4, 1983, p. 700.
- (fr) Comtes de Meulan.
- (en) Foundation for medieval nobility : Norman Nobility.